# Джером Лемельсон
Джером Лемельсон (англ. Jerome "Jerry" Hal Lemelson; 18 липня 1923, Стейтен-Айленд, Нью-Йорк, США — 1 жовтня 1997, Лос-Анджелес, Каліфорнія, США) — американський авіаційний інженер, патентознавець та незалежний винахідник, автор і власник близько 600 патентів на винаходи, що робить його одним із найплодовитіших винахідників в американській історії (у Томаса Едісона було 1093 патенти). По патентах винахіднику було виплачено загалом 1,5 мільярда доларів.
Діапазон ідей Лемельсона є надзвичайно широким. Його винаходи працюють і в мобільних телефонах, і в радіотехніці, і в медицині, і в засобах автоматизації, і в офісній техніці.

## Біографічні дані
Джером Лемельсон народився на острові Стейтен-Айленд, що входить до складу Нью-Йорка у сім'ї лікаря австрійсько-єврейського походження, де було троє синів. Джером, якого в сім'ї називали Джеррі, був старшим. Велику депресію початку 1930-х сім'я перенесла відносно легко, завдяки професії батька. Правда, у ті нелегкі роки, гонорари йому іноді приходилось отримувати не грошами а куркою чи пляшкою вина.
Батько всіляко заохочував захоплення старшого сина творчістю. Свій перший винахід Джером зробив якраз для батька. Він придумав покращений утримувач язика, який одночасно освітлював порожнину рота. А перший бізнес, який приносив певний дохід, Джеррі організував разом з молодшими братами. Вони виготовляли і продавали авіаційні моделі з моторчиками, що працювали на стиснутому повітрі.
У роки Другої світової війни Джером Лемельсон служив якраз в інженерному корпусі в авіації. Після війни він закінчив Нью-Йоркський університет, отримав відразу два магістерські ступені, з авіабудування та з виробничої інженерії. Кілька років Лемельсон пропрацював в різних авіаційних фірмах, де створювали ракетні двигуни і керовані снаряди. У 1957 році він перейшов «на свій хліб», став фрілансером і незалежним винахідником.

## Винахідницька діяльність
Багато з винаходів Лемельсона були піонерськими. Він запатентував автоматизований склад, конструкції промислових роботів, термометр що розмовляє, бездротовий телефон, вдосконалений факс, відеомагнітофон тощо. Список винаходів, на які Лемельсон протягом багатьох років оформляв патенти зі швидкістю один патент на місяць, є досить довгим.
Для винахідника важливим є не лише згенерувати нову ідею. «Продати» можна лиш ідею правильно оформлену. Дж. Лемельсон у повній мірі володів цим необхідним для кожного винахідника умінням. Більше того, він майстерно це вміння застосовував. Тому власні патенти його «годували». Більшу частину життя Дж. Лемельсон працював незалежним винахідником, і, в кінцевому рахунку, став мультимільйонером.
У певному сенсі Лемельсона можна було назвати винахідником-теоретиком. Він не доводив свої винаходи до рівня прототипу чи промислового зразка. Для цього у нього не було цілого інституту помічників, як у того ж Едісона. Зате у нього була хороша голова на плечах, здорове інженерне мислення і величезна працездатність. Крім того, він навчився говорити мовою патентного відомства США й грамотно складати заявки на патенти.
Секрет успіхів Дж. Лемельсона полягав у тому, що він обмірковував ідею, яка прийшла в голову, правильно формулював патентну заявку та уміло відстоював її перед експертами патентного бюро. В результаті винахідник виявився власником великої кількості патентів у різних галузях. Ці патенти тихо очікували свого часу, а коли якась велика компанія починала виробництво нового продукту, виявлялося, що істотна деталь цього продукту вже захищена патентом, і патент цей — у Лемельсона. Винахідник виграв декілька судових процесів проти великих корпорацій й отримав від них значні компенсації. Завдяки цим процесам ім'я Лемельсона стало відомим не лише широкому загалу, а й стало головним болем для адвокатів великих компаній.
Лемельсон запатентував багато важливих складових частин систем машинного зору задовго до їх застосування на практиці. І коли справа дійшла до створення таких систем, компанії-виробники змушені були купити у нього ліцензію. Патенти щодо використання у виробництві систем машинного зору, отримані Лемельсоном у 1954 році, чекали своєї черги майже 30 років, але врешті-решт, і вони принесли винахіднику великий прибуток. А у 1981 році IBM купила у Лемельсона ліцензії на 20 патентів систем обробки текстових даних, які винахідник розробив і запатентував десять років до того. Ні розробники, ні юристи цієї компанії, не змогли обійти грамотно сформульовані формули винаходів у патентах Лемельсона.
Коли його дружина, втомившись від сидіння в очікуванні чоловіка в задушливій конторі патентного відомства, сказала йому, що це робоче місце слід було б автоматизувати, Джером надихнувся новою ідеєю. Він придумав і розробив систему відеозапису для роботи з великими масивами документів. Заявку на цю систему було подано у 1955 році, і в тому ж році Лемельсон отримав патент на цей винахід, у якому пропонувалось записувати зображення документів на магнітну стрічку. При цьому на одній бобіні можна було розмістити близько 250 000 сторінок. Лемельсон розробив механізм для роботи з такою стрічкою, що дозволяв здійснювати швидке і повільне перемотування плівки в обох напрямках, а також режим стоп-кадру для перегляду і копіювання документа. Лише через 15 років, коли компанія «Sony» почала розробляти відеомагнітофони, патент Лемельсона «спрацював». У 1974 році ліцензію на цей винахід було продано декільком компаніям, що займалися виробництвом відеомагнітофонів.
Лемельсон був типовим трудоголіком і завжди носив з собою блокнот, куди записував ідеї, що приходили йому в голову. Він не очікував осяянь, а працював методично і послідовно. Відшукував предмет, який треба було удосконалити, і всебічно його вивчав, перелопачуючи великі обсяги інформації. В результаті народжувалися ідеї удосконалення, правильно сформульовані у вигляді заявок на патенти. Заявки ці майже завжди задовольнялися позитивними рішеннями патентного відомства на видачу патенту. Джером Лемельсон отримував патенти і очікував, коли яка-небудь компанія візьметься за втілення його ідеї. Звичайно, після придбання відповідної ліцензії.
«У багатьох випадках Лемельсон не патентував винаходи, а винаходив патенти», — так охарактеризував цю діяльність один з його адвокатів Артур Ліберман.

## Неоднозначність оцінки діяльності Ламельсона
Сприйняття методів діяльності та ведення бізнесу Ламельсоном у світі не є однозначним. Такий підхід створює основу для виникнення патентних воєн, що розпочались ще у XVIII столітті, тривали у XIX і XX століттях і тепер спостерігаються, зокрема у сфері ІТ-продуктів, наприклад, між американською компанією Apple Inc. та південнокорейською компанією Samsung Electronics.
При значних обсягах продаж, патентні війни ведуться для того, щоб пригальмувати вихід на ринок продукції конкурентів до тих пір, поки не буде винесено рішень по суті. Маючи величезні кошти, великі компанії у масовому порядку скуповують патенти у розрахунку на те, що вони колись стануть у пригоді в конкурентній боротьбі для судової атаки на конкурентів. У таку боротьбу включились, крім згаданих вище, такі компанії, як Google, Microsoft, Nokia, Motorola, BlackBerry та ін.
За оцінками професора Стенфордської юридичної школи Марка Лімлі, в останні роки ці структури встигли потратити до 20 мільярдів доларів на вибудовування «барикад» з патентних портфелів.
Враховуючи що суми за позовами, які виставляють компанії одна одній, до цієї теми не могли не підключитись різні авантюристи з бажанням підзаробити на судовій тяганині. З легкої руки юристів компанії Intel вони отримали назву «патентних тролів». Тональність у цій діяльності бере початок саме від Джерома Ламельсона, технічний талант якого вдало поєднувався з підприємливістю та специфікою патентного законодавства США. Підтвердженням комерційної ефективності тактики Ламельсона було те, що йому платили сотні компаній і серед них, крім вищезгаданих, Boeind, General Electric, Ford Motor Company, General Motors, U.S. Steel, Hewlett-Packard.
Цю ідею підхопили сотні підприємливих ділків. Фактично паразитуючи на інноваційній діяльності, «патентні тролі» нарощують обсяги позовів, перш за все, до інноваційних компаній малого і середнього бізнесу. За оцінками дослідників Університету Бостона, збитки вів діяльності «патентних тролів» за перші роки 2010-х становить 29 млрд дол., а всього з 1990 року — близько 500 млрд. дол.
У США уже зробили деякі кроки для вирішення проблеми, що склалася. Наприклад, у рамках патентної реформи 2011 року, що отримала назву «Leahy-Smith America Invents Act», стало складніше притягати до відповідальності відразу декілька компаній у рамках одного позову, що привело до зростання юридичних витрат для тих, хто пробує заробляти у стилі «патентних тролів». Крім того, відповідно з постановою Верховного суду США тепер для отримання компенсації позивачу потрібно довести не тільки факт порушення конкретного патенту, але й надати свідчення того, що такі дії реально завдали збитків стороні, що постраждала.

## Спадок
Джером Лемельсон знайшов правильне застосування величезній сумі коштів, що до кінця його життя назбиралась на його банківському рахунку. У 1990-х роках він разом з дружиною заснували Фундацію Лемельсона та започаткували Національну програму Лемельсона (англ. Lemelson National Program). Фонд Лемельсона роздавав великі гранти різним організаціям та приватним особам, що займались винахідництвом. Ці гранти заохочували у першу чергу молодих винахідників до просування інновацій у промисловості. У 1994 році фонд його імені передав велику суму грошей Массачусетському технологічному інституту. Ця сума стала основою фонду Премії Лемельсона (англ. Lemelson–MIT Prize), котра з 1995 року щорічно вручається кращим винахідникам США. Сума винагороди — 500 тисяч доларів.
Премія Лемельсона є відомою і дуже почесною нагородою. Її можна вважати аналогом Нобелівської премії для винахідників. Серед лауреатів премії Лемельсона є один нобелівський лауреат, біофізик і фармаколог Гертруда Белл Елайон (1918—1999).